# Raúl Fuentes Navarro
Raúl Fuentes Navarro (Ciudad de México, 31 de mayo de 1952) es un académico e investigador mexicano, conocido por su aporte en los estudios sobre la comunicación en México y América Latina. Profesor-Investigador titular de la Universidad de Guadalajara de 1994 a 2018, Investigador Nacional Emérito del Sistema Nacional de Investigadores y Profesor Emérito por el Instituto Tecnológico y de Estudios Superiores de Occidente ITESO. Forma parte de la Academia Mexicana de Ciencias.

## Reseña biográfica
Fuentes Navarro inició su actividad profesional en el área de producción audiovisual durante la década de los setenta; en 1978 emprende su carrera como profesor de Teorías de la Comunicación para convertirse, de 1981 a 1988, en Director de la Escuela en Ciencias de la Comunicación del Iteso de Guadalajara.
Obtuvo su Doctorado en Ciencias Sociales por la Universidad de Guadalajara y el CIESAS Occidente en 1996. Formó parte del Departamento de Estudios Socioculturales del Iteso de 1978 a 2018 y desde 1994 ha sido miembro de la planta académica del Departamento de Estudios de la Comunicación Social de la Universidad de Guadalajara. 
A lo largo de su carrera ha publicado más de 20 libros sobre teoría e historia del campo de investigación en comunicación en México y América Latina, entre los que destacan La comunidad desapercibida: investigación e investigadores de la comunicación en México (1991), Un campo cargado de futuro: el estudio de la comunicación en América Latina (1992), La emergencia de un campo académico: continuidad utópica y estructuración científica de la investigación de la comunicación en México (1998), y Comunicación, campo y objeto de estudio. Perspectivas Reflexivas Latinoamericanas (junto con Maria Immacolata Vasallo de Lopes, 2001).
Junto con Javier Esteinou Madrid, Guillermo Orozco Gómez, Manuel Alejandro Guerrero Martínez y José Carlos Lozano Rendón, es miembro de la Academia Mexicana de Ciencias en el campo de estudio de la Comunicación del área de Ciencias Sociales.

## Distinciones
- Investigador Nacional Emérito del Sistema Nacional de Investigadores (2020)
- Doctor Honoris Causa por la Universidad Autónoma de Baja California (2020)[12]
- Profesor-Emérito del Instituto Tecnológico y de Estudios Superiores de Occidente (2018)

## Publicaciones
- Modelo básico para el estudio y la investigación de los procesos de la comunicación (1980).
- La construcción informativa del acontecer. El terremoto de México en los diarios de Lima (1986).
- La investigación de comunicación en México. Sistematización documental 1956-1986 (1988).
- ITESO. Escuela de Ciencias de la Comunicación. Tesis Profesionales 1979-1988 (1989).
- La investigación sobre la investigación de la comunicación en México (1989).
- Algunas condiciones para la investigación científica de la comunicación en México, en coautoría con Enrique Sánchez Ruiz (1989)
- La comunidad desapercibida : investigación e investigadores de la comunicación en México, con prólogo de Jesús Martín-Barbero (1991).
- Diseño curricular para las escuelas de comunicación (1991).
- Un campo cargado de futuro : el estudio de la comunicación en América Latina (1992).
- Notas sobre filosofía y sociología de la ciencia (1994).
- La investigación de la comunicación en México. Sistematización documental 1986-1994 (1996).
- La emergencia de la investigación académica de la comunicación en la región centro-occidente de México (1996).
- La emergencia de un campo académico: continuidad utópica y estructuración científica de la investigación de la comunicación en México (1998).
- Educación y telemática (2000).
- Comunicación, campo y objeto de estudio. Perspectivas reflexivas latinoamericanas (2001).
- Comunicación, utopía y aprendizaje : propuestas de interpretación y acción: 1980-1996 (2001).
- La investigación académica sobre comunicación en México. Sistematización documental 1995-2001 (2003).
- Producción, circulación y reproducción académicas en el campo de la comunicación en México (2004).
- La comunicación desde una perspectiva sociocultural : acercamientos y provocaciones 1997-2007 (2008).
- Centralidad y marginalidad de la comunicación y su estudio (2015).